# 關島秧雞
關島秧雞（Gallirallus owstoni）是一種不會飛的鳥，可說是關島的原住民。關島秧雞於1970年代初期於關島南部消失，於1980年代末在整個島上滅絕。牠們現正由關島及一些美國動物園所飼養。自1995年起，在北馬里亞納群島的羅塔島就有超過100隻關島秧雞。
關島秧雞被引進關島一個22公頃的森林中，並用陷阱及欄柵阻隔蛇對牠們的獵食。在這個限制區域內就有發現雛雞叫聲。

## 保育
1960年代初，褐樹蛇大量殺害了關島的鳥類。關島的鳥類是在沒有蛇這類獵食者的環境下得到演化。牠們沒有經驗及保護能力對抗這類掠食者，故牠們很快地成為了獵物。這類蛇廣泛分佈在島上，且以幾何級數的增長，而牠們的數量亦因此而減少。
關島森林中的11種鳥類中已有9種滅絕，當中有5個更是當地的特有種或特有亞種。關島秧雞及密克羅尼西亞翠鳥都已被飼養來保護其免受滅絕，期望日後能於野外再度生存。其他幾種鳥類都只餘少量，在關島的命運岌岌可危。
於2011年，部分關島秧雞種羣被再引入至關島的可可島中。

## 外部連結
- BirdLife Species Factsheet （页面存档备份，存于）
- USGS: Extinctions and Loss of Species from Guam: Birds